# Dawid Michailowitsch Jakobaschwili

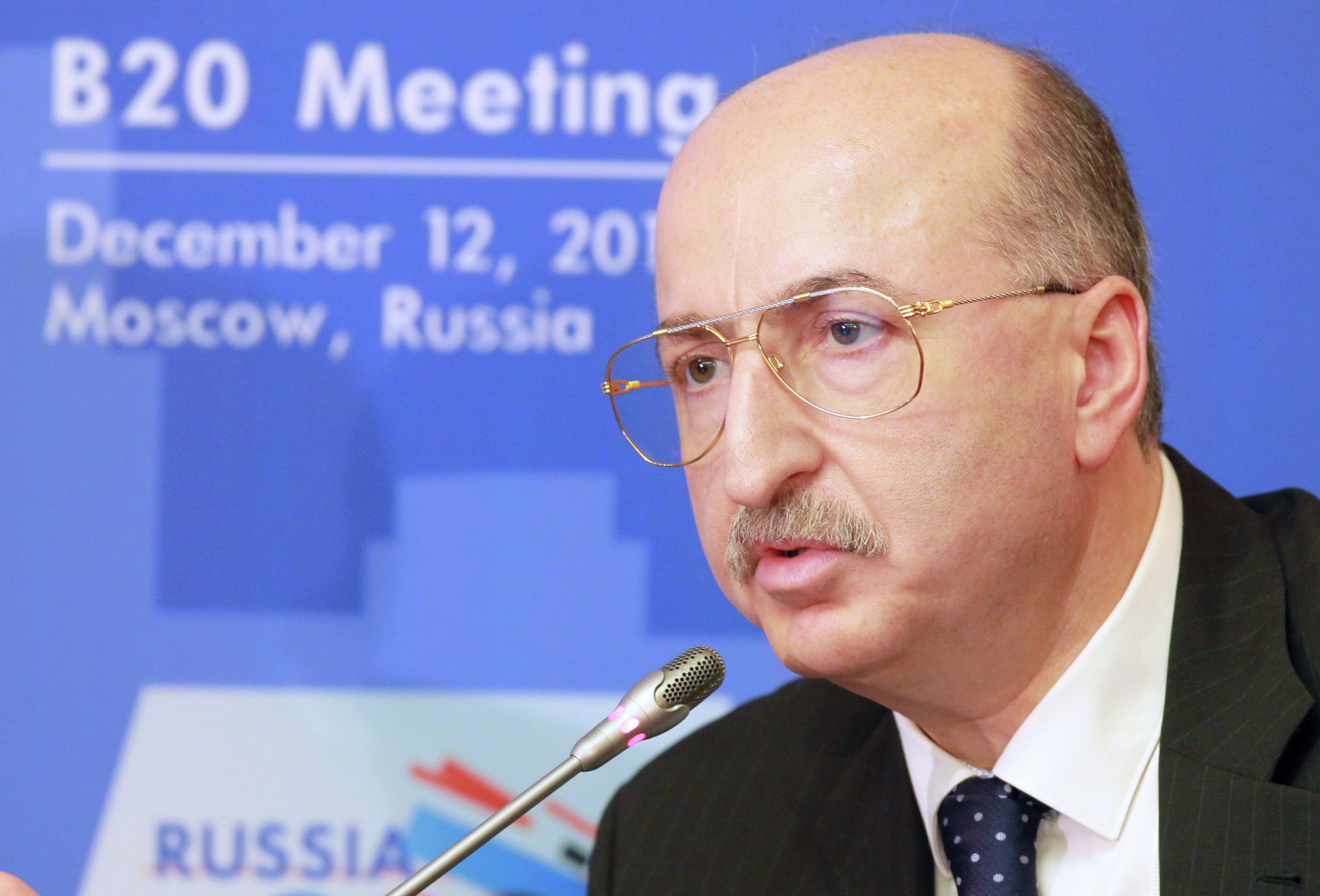
Dawid Michailowitsch Jakobaschwili

David Mikhaylovich Yakobashvili (russisch Давид Михайлович Якобашвили; * 1957) ist ein russischer Unternehmer georgischer Abstammung.

## Werdegang
Yakobashvili ist einer der Gründer des größten russischen Lebensmittelhersteller Wimm-Bill-Dann (WBD), einem Hersteller von Milchprodukten, Säften und Getränken. Von 2001 bis 2010 war er Vorsitzender des Verwaltungsrats. Im Jahr 2010 wurde das Unternehmen von PepsiCo übernommen. Für seinen Anteil von 10,5 % soll Yakobashvili mehr als 600 Mio. USD erhalten haben.
Er investierte das Geld unter anderem in die Petrocas Energy Group, dessen Anteil von 49 % er im Jahr 2015 für 144 Millionen US-Dollar bzw. 9,3 Milliarden Rubel an Rosneft verkaufte.
Im Jahr 2011 investierte Yakobashvili 15 Millionen US-Dollar in die Bioenergy Corporation und wurde Vorsitzender des Verwaltungsrats.

## Vermögen
Gemäß Forbes soll sein Vermögen im Jahr 2019 1.2 Milliarden US-Dollar betragen haben.

## Privat
Yakobashvili ist verheiratet, hat einen Sohn und lebt in Monaco.